# Laura Joh Rowland
Laura Joh Rowland (* 1954 in Michigan) ist eine US-amerikanische Krimi-Autorin mit chinesischen und koreanischen Vorfahren.

## Leben
Bevor Rowland Autorin wurde studierte sie Mikrobiologie an der University of Michigan und arbeitete als Graphikerin und Dozentin für kreatives Schreiben. Ihre Romane spielen im 17. Jahrhundert in der Tokugawa-Ära des feudalen Japan. Der Protagonist ihrer bisher (Stand 2013) siebzehn Romane ist der Samurai und Sonderermittler des Shoguns Sano Ichirō.
Rowland lebt mit ihrem Mann Marty in New York. Sie bezeichnet den Science-Fiction-Autor George Alec Effinger als ihren Mentor.

## Romane in zeitlicher Reihenfolge
- Shinjū. A Sano Ichirō murder mystery. Robinson, London 2009, ISBN 978-1-8452-9904-0 (EA London 1994).
  - deutsche Übersetzung: Der Kirschblütenmord. Sano Ichirōs erster Fall. Bastei Lübbe, Bergisch Gladbach 1996, ISBN 3-404-25827-4
- Bundori. Headline Books, London 1996, ISBN 0-7472-1717-3.
  - deutsche Übersetzung: Die Rache des Samurai. Sano Ichirōs zweiter Fall. Gustav Lübbe Verlag, Bergisch Gladbach 1999, ISBN 3-7857-0978-1.
- The Way Of The Traitor. Headline Books, London 1997, ISBN 0-7472-5802-3.
  - deutsche Übersetzung: Die Spur des Verräters. Sano Ichirōs dritter Fall. Gustav Lübbe Verlag, Bergisch Gladbach 2001, ISBN 3-404-92090-2.
- The Concubine's Tattoo. Headline Books, London 1998, ISBN 0-7472-5803-1.
  - deutsche Übersetzung: Das Geheimnis der Konkubine. Sano Ichirōs vierter Fall. Gustav Lübbe Verlag, Bergisch Gladbach 2002, ISBN 3-404-92107-0.
- The Samurai's Wife. St. Martin'S Minotaur, New York 2000, ISBN 0-3122-0325-X.
  - deutsche Übersetzung: Der Weg des Kriegers. Sano Ichirōs fünfter Fall. Gustav Lübbe Verlag, Bergisch Gladbach 2003, ISBN 3-404-92128-3.
- Black Lotus. St. Martin's Minotaur, New York 2001, ISBN 0-312-26872-6.
  - deutsche Übersetzung: Das Rätsel der schwarzen Lotusblüte. Sano Ichirōs sechster Fall. Gustav Lübbe Verlag, Bergisch Gladbach 2003, ISBN 3-404-92146-1.
- The Pillow Book Of Lady Wisteria. St. Martin's Minotaur, New York 2002, ISBN 0-3122-8262-1.
  - deutsche Übersetzung: Der Verrat der Kurtisane. Sano Ichirōs siebter Fall. Gustav Lübbe Verlag, Bergisch Gladbach 2002, ISBN 3-404-92177-1.
- The Dragon King's Palace. St. Martin's Minotaur, New York 2003, ISBN 0-312-99003-0.
  - deutsche Übersetzung: Der Palast des Drachenkönigs. Sano Ichirōs achter Fall. Gustav Lübbe Verlag, Bergisch Gladbach 2005, ISBN 3-404-92189-5.
- The Perfumed Sleeve. St. Martin's Minotaur, New York 2004, ISBN 0-312-31889-8.
  - deutsche Übersetzung: Der Brief des Feindes. Sano Ichirōs neunter Fall. Gustav Lübbe Verlag, Bergisch Gladbach 2006, ISBN 3-404-92220-4.
- Assassin's Touch. St. Martin's Minotaur, New York 2005, ISBN 0-312-31900-2.
  - deutsche Übersetzung: Der Finger des Todes. Sano Ichirōs zehnter Fall. Gustav Lübbe Verlag, Bergisch Gladbach 2007, ISBN 3-404-92245-X.
- Red Chrysanthemum. St. Martin's Minotaur, New York 2007, ISBN 978-0-312-35532-6.
  - deutsche Übersetzung: Die rote Chrysantheme. Sano Ichirōs elfter Fall. Gustav Lübbe Verlag, Bergisch Gladbach 2008, ISBN 3-404-92281-6.
- The Snow Empress. St. Martin's Minotaur, New York 2007, ISBN 978-0-312-36542-4.
  - deutsche Übersetzung: Die Geister des Mondes. Sano Ichirōs zwölfter Fall. Gustav Lübbe Verlag, Bergisch Gladbach 2009, ISBN 3-404-92317-0.
- The Fire Kimono. St. Martin's Minotaur, New York 2008, ISBN 978-0-312-37948-3.
  - deutsche Übersetzung: Der Feuerkimono. Sano Ichirōs dreizehnter Fall. Gustav Lübbe Verlag, Bergisch Gladbach 2010, ISBN 3-404-16457-1.
- The Cloud Pavilion. Minotaur Books, New York 2009, ISBN 978-0-312-37949-0.
  - deutsche Übersetzung: Der Wolkenpavillon. Sano Ichirōs vierzehnter Fall. Gustav Lübbe Verlag, Bergisch Gladbach 2011, ISBN 3-404-16078-9.
- The Ronin's Mistress. St. Martin's Minotaur, New York 2011, ISBN 978-0-312-65852-6.[1]
- The Incense Game. A novel of feudal Japan. Minotaur Books, New York 2012, ISBN 978-0-312-65853-3.[2]
- The Shogun's daughter. St. Martin's Press, New York 2013, ISBN 978-1-250-02861-7.[3]
- The Ripper's Shadow. A Victorian Mystery, Waterville, Maine: Thorndike Press, 2017